# Tonique Williams-Darling
Tonique Williams-Darling (Nassau, 17 gennaio 1976) è una velocista bahamense, campionessa olimpica sui 400 metri piani ad Atene 2004 e campionessa mondiale ad Helsinki 2005.

## Biografia
Williams-Darling esplose nel 2004, vincendo la medaglia di bronzo ai Mondiali indoor a Budapest, dietro a Natal'ja Nazarova e Olesja Krasnomovec. Quindi a luglio al Golden Gala di Roma sconfisse Ana Guevara, fermandone così la sua serie di 23 vittorie consecutive.
Nella finale olimpica sconfisse ancora la Guevara, battendo di potenza la messicana, la cui preparazione era stata pesantemente condizionata da una serie di infortuni. Divenne in questo modo la prima atleta delle Bahamas a vincere un oro olimpico individuale. Dopo i Giochi si assicura anche il jackpot della Golden League, che deve però dividere con Christian Olsson.
Si conferma la migliore al mondo nei 400 metri ai Campionati del mondo di atletica leggera 2005, dove sconfigge la statunitense Sanya Richards. A sorpresa è invece solo argento ai Giochi del Commonwealth 2006, dietro alla britannica Christine Ohuruogu.
Nel 2007 si infortuna al bicipite femorale, vedendosi così costretta a rimanere ferma per tutta la stagione.
In suo onore il governo delle Bahamas le ha intitolato un'autostrada.

## Record nazionali

### Seniores
- 400 metri piani: 49"07 ( Berlino, 12 settembre 2004)

## Progressione

### 400 metri piani
| Stagione | Risultato | Luogo       | Data      | Rank. Mond. |
| -------- | --------- | ----------- | --------- | ----------- |
| 2006     | 50"11     | Shanghai    | 23-9-2006 | 9ª          |
| 2005     | 49"30     | Zurigo      | 19-8-2005 | 2ª          |
| 2004     | 49"07     | Berlino     | 12-9-2004 | 1ª          |
| 2003     | 50"24     | Zurigo      | 15-8-2003 | 5ª          |
| 2000     | 52"35     | Walnut      | 16-4-2000 | 105ª        |
| 1999     | 52"01     | Atlanta     | 22-5-1999 | -           |
| 1998     | 51"99     | Gainesville | 24-5-1998 | -           |
| 1997     | 52"15     | -           | -         | -           |
| 1996     | 52"42     | -           | -         | -           |
| 1995     | 52"50     | Tuscaloosa  | 21-5-1995 | -           |
| 1994     | 53"72     | -           | -         | -           |

## Palmarès
| Anno | Manifestazione          | Sede       | Evento    | Risultato        | Prestazione | Note                                     |
| ---- | ----------------------- | ---------- | --------- | ---------------- | ----------- | ---------------------------------------- |
| 1997 | Mondiali                | Atene      | 400 metri | Quarti di finale | 54"23       |                                          |
| 1999 | Mondiali indoor         | Maebashi   | 400 metri | Batteria         | 54"65       |                                          |
| 1999 | Mondiali                | Siviglia   | 400 metri | Batteria         | 52"95       |                                          |
| 2000 | Giochi olimpici         | Sydney     | 400 metri | Batteria         | 53"43       |                                          |
| 2003 | Mondiali indoor         | Birmingham | 400 metri | Semifinale       | DSQ         |                                          |
| 2003 | Mondiali                | Parigi     | 400 metri | 5ª               | 50"38       |                                          |
| 2004 | Mondiali indoor         | Budapest   | 400 metri | Bronzo           | 50"87       | Miglior prestazione personale            |
| 2004 | Giochi olimpici         | Atene      | 400 metri | Oro              | 49"41       |                                          |
| 2005 | Mondiali                | Helsinki   | 400 metri | Oro              | 49"55       | Miglior prestazione personale stagionale |
| 2006 | Giochi del Commonwealth | Melbourne  | 400 metri | Argento          | 50"76       |                                          |

## Altre competizioni internazionali
2003
- Bronzo alle IAAF World Athletics Final ( Monaco), 400 metri - 50"87

2004
- 6ª alle IAAF World Athletics Final ( Monaco), 400 metri - 51"44

2005
- Argento alle IAAF World Athletics Final ( Monaco), 400 metri - 49"54